# Serta
舒達（Serta Inc.）是美國著名的床墊製造商，總部位於芝加哥霍夫曼莊園。
舒達創立於1931年，經過83年的不斷發展和創新，與席夢思(Simmons)，詩貝艾爾 (Spring Air), 席伊麗 (Sealy) 並稱為美國四大S床墊品牌。
2009年，舒達成功收購床墊業巨頭“席夢思Simmons”，
成為全球最大的床墊生產和銷售商。
1931年由當時一群床墊製造商結合的床墊公司，名為Sleeper Inc.，並在1940年，將公司合併改名為舒達公司，現為美國銷售第一床墊品牌，全球有近62家製造廠，主要製作內置連續彈簧形式的床墊為主，其次為乳膠、記憶泡棉等床墊。 
企業的數綿羊廣告是由著名的Aardman Animations動畫公司所製作。
2009年9月底，美國另一知名床墊製造商席夢思Simmons申請破產重整，由Ares資產管理公司和安大略教師退休金投資策劃公司收購，該收購人也是舒達的所有人，因此使席夢思與舒達成為同門兄弟，不過據舒達的擁有者表示，收購後兩個品牌仍將分開運營，舒達依然視席夢思為市場競爭者。

## 企業口號
We make the world's best mattress.

## 產品類型
- 內置彈簧床墊
- 乳膠床墊
- 泡沫床墊

## 床墊款式
- Sertapedic
- Perfect Sleeper
- Perfect Day
- Vera Wang By Serta
- Trump Home By Serta
- Pure Response by Serta
- True Response by Serta
- Sponge BoB
- Dora & Diego
- Paula Deen

## 異業結合
- 婚紗女王Vera Wang[4]
- NBC電視台誰是接班人7、飛黃騰達7節目合作